# 遠藤享
遠藤 享（えんどう すすむ、1933年12月22日 - 2024年2月10日）は、日本のグラフィックデザイナー。山梨県甲府市生まれ。東京ADC会員、JAGDA会員。
1959年武蔵野美術学校（現：武蔵野美術大学）デザイン科中退。1962年桑沢デザイン研究所グラフィックデザイン研究科卒。
その作品はドイツ、ユーゴスラビア、ブルガリア、フィンランド等の世界各国で賞を受けており、大英博物館、サンパウロ美術館を初め、多数の美術館にコレクションされている。
2024年2月10日、脳膿瘍のため死去。90歳没。

## 受賞歴
- 1963年 - 日宣美展 奨励賞
- 1980年 - 国際カレンダー展 銀賞
- 1980年 - ADC賞
- 1980年 - 第3回世界版画展・特別買上賞（サンフランシスコ近代美術館）
- 1980年 - '80サンシャイン版画グランプリ展・石版部門大賞
- 1981年 - 第14回リュブリアナ国際版画ビエンナーレ ノビサド美術館買上賞（旧ユーゴスラビア）スロベニア
- 1982年 - 第14回日本国際美術展・群馬県立近代美術館賞
- 1982年 - ノヴム・カレンダー展 グランプリ
- 1983年 - 国際カレンダー展 銀賞
- 1983年 - '83版画大賞展・優秀賞（東京セントラル美術館）
- 1983年 - 第4回アラバマ・ワークオンペーパー国際展・買上賞（アメリカ）
- 1983年 - ガブロヴォ国際ビエンナーレ '83グラフィック部門第3位（ブルガリア）
- 1984年 - 日本国際美術展国立京都近代美術館賞
- 1985年 - 第1回和歌山版画ビエンナーレ・佳作賞（和歌山県立近代美術館）
- 1985年 - 第6回ラハティ・ポスタービエンナーレ・オリジナル部門第1位（フィンランド）
- 1985年 - ガブロヴォ国際ビエンナーレ '85グラフィック部門文化委員会賞（ブルガリア）
- 1986年 - 日本国際美術展国立京都近代美術館賞
- 1987年 - 講談社出版文化賞 ブックデザイン賞
- 1988年 - 国際カレンダー展最高賞及び金賞（ドイツ）
- 1989年 - 第3回和歌山版画ビエンナーレ・買上賞
- 1990年 - 文化庁買い上げ優秀美術作品（平成元年度）選出・同展
- 1991年 - 第2回インド BHAVAN国際プリントビエンナーレ グランプリ（インド）
- 1992年 - インタープリント国際版画ビエンナーレ グランプリ
- 1992年 - SDA 大賞（通産大臣賞）
- 1992年 - イビザ・グラフィック国際版画展 第3位